# Гыткаткинваям
Гыткаткинваям — река на северо-востоке полуострова Камчатка.
Длина реки — 29 км. Протекает по территории Карагинского района Камчатского края. Берёт истоки около горы Какукамтун, протекает по равнине в меридиональном направлении, впадает в Карагинский залив.
Предположительно названа по горе, где местные жители пасли оленей, а те заразились копыткой — болезнью ног, что и могло отразиться в составе гидронима — гыткат «ноги» + ткын «вершина» + ваям «река».

## Данные водного реестра
По данным государственного водного реестра России относится к Анадыро-Колымскому бассейновому округу. Код объекта в государственном водном реестре — 19060000312120000009257.